# Reading F.C.
Câu lạc bộ bóng đá Reading (phát âm /ˈrɛdɪŋ/) là một đội bóng có trụ sở tại thị trấn Reading, Berkshire, Anh và hiện đang thi đấu tại EFL Championship. Thành lập năm 1871, câu lạc bộ này là một trong những đội bóng lâu đời nhất ở Anh, nhưng đã không tham gia vào Football League mãi cho đến năm 1920, và chưa bao giờ chơi tại giải đấu cao nhất của bóng đá Anh cho đến mùa giải 2006-07.
Chủ tịch của câu lạc bộ là John Madejski, người đã mua Reading vào năm 1991. Huấn luyện viên hiện nay là cựu trưởng trinh sát và nhà vật lý của đội Brian McDermott, người được bổ nhiệm làm huấn luyện viên trưởng vào ngày 27 tháng 1 năm 2010 sau khi là huấn luyện viên tạm quyền sau cho người bị sa thải Brendan Rodgers, ngày 16 tháng 12 năm 2009. Năm 2011, CLB chính thức lên hạng với chức vô địch championship và sẽ chơi ở giải Premier League từ mùa giải 2012-2013.

## Kình địch
Trước khi được đem ra làm vật kinh doanh vào năm 1992, Aldershot được coi là đối thủ lớn nhất của Reading. Luôn có một sự mâu thuẫn mạnh mẽ giữa các cổ động viên hai bên, và các cuộc bạo động liên tiếp xảy ra trong những trận đấu của hai đội bóng này. Ngay cả bây giờ, khi Aldershot đã được thành lập pại với cái tên Aldershot Town, thì sự sôi nổi trong các trận đấu giữa hai đội bóng này vẫn không bao giờ mất đi.
Trong thời gian sống lưu vong của Aldershot, những đối thủ truyền kiếp của Reading là cuộc ganh đua địa phương với Oxford United và Swindon Town. Khi ba đội luôn phấn đấu với nhau để giành suất thăng hạng, sự cạnh tranh của họ đã được gọi là "Tam giác Didcot". Tuy nhiên, sự đấu tranh giữa Oxford và Swindon thì xa vời và mạnh mẽ hơn so với một trong hai và với Reading, một phần do cả hai đã thi đấu ở các giải đấu thấp hơn so với Reading trong hơn 6-7 năm qua.
Ngoài ra Reading còn có một đối thủ lớn nữa là QPR, đội bóng này và Reading có các màu chủ đạo của biểu tượng và đồng phục tương đối giống nhau khi chúng đều là màu xanh và trắng. Chính điều này đã khiến cho hai đội luôn nhập cuộc trận đấu với một khí thế rất lớn để chứng mình ai mới xứng đáng là màu xanh và trắng vô địch.

## Các kỷ lục
Câu lạc bộ hiện đang giữ kỷ lục số lượng các trận thắng liên tiếp trong một mùa giải (13 trận thắng liên tiếp ở đầu mùa giải 1985-1986 tại giải hạng ba) và cũng giữ kỷ lục về số điểm đạt được trong một mùa giải chuyên nghiệp (106 điểm trong mùa giải 2005-06 tại giải hạng nhất). Trong đó, Reading đã giành chức vô địch ở cả hai mùa giải đó.

## Sân vận động và biệt danh
Từ năm 1998, sân nhà của Reading là Madejski với sức chứa 24,161 người, sân vận động này nằm ở vùng ngoại ô của Reading. Trước đó họ chơi ở sân Elm Park trong vòng 102 năm với chỉ 15,500 chỗ ngồi. Đội bóng được đặt biệt danh là The Royals (Hoàng gia), do vị trí của Reading nằm ở Hạt Hoàng gia của Berkshire, mặc dù trước đó họ đã được biết đến như là The Biscuitmen (Bánh qui), do là hiệp hội thị trấn với Huntley & Palmers.

## Đội hình hiện tại
Tính đến 31 tháng 8 năm 2021

### Đội hình chính thức
Ghi chú: Quốc kỳ chỉ đội tuyển quốc gia được xác định rõ trong điều lệ tư cách FIFA. Các cầu thủ có thể giữ hơn một quốc tịch ngoài FIFA.
| Số | VT | Quốc gia    | Cầu thủ                            |
| -- | -- | ----------- | ---------------------------------- |
| 3  | HV | Anh         | Tom Holmes                         |
| 4  | HV | Anh         | Michael Morrison                   |
| 5  | HV | Scotland    | Tom McIntyre                       |
| 6  | HV | Jamaica     | Liam Moore (captain)               |
| 7  | TV | Croatia     | Alen Halilović                     |
| 8  | TV | Anh         | Andy Rinomhota                     |
| 10 | TV | Anh         | John Swift                         |
| 11 | TĐ | Bờ Biển Ngà | Yakou Méïté                        |
| 14 | TV | Anh         | Ovie Ejaria                        |
| 16 | TV | Serbia      | Dejan Tetek                        |
| 17 | HV | Ghana       | Andy Yiadom                        |
| 18 | TĐ | Bồ Đào Nha  | Lucas João                         |
| 19 | TV | Nigeria     | Tom Dele-Bashiru (mượn từ Watford) |

| Số | VT | Quốc gia | Cầu thủ                            |
| -- | -- | -------- | ---------------------------------- |
| 20 | TV | Brasil   | Felipe Araruna                     |
| 21 | HV | Ghana    | Baba Rahman (mượn từ Chelsea)      |
| 22 | TM | Anh      | Luke Southwood                     |
| 23 | TV | Canada   | Junior Hoilett                     |
| 28 | TV | Anh      | Josh Laurent                       |
| 30 | TĐ | Anh      | Femi Azeez                         |
| 33 | TM | Brasil   | Rafael                             |
| 39 | TĐ | Anh      | Jahmari Clarke                     |
| 41 | HV | Anh      | Ethan Bristow                      |
| 47 | TĐ | România  | George Pușcaș                      |
| —  | HV | Anh      | Scott Dann                         |
| —  | TV | Anh      | Danny Drinkwater (mượn từ Chelsea) |

### Đội U23
Ghi chú: Quốc kỳ chỉ đội tuyển quốc gia được xác định rõ trong điều lệ tư cách FIFA. Các cầu thủ có thể giữ hơn một quốc tịch ngoài FIFA.
| Số | VT | Quốc gia         | Cầu thủ              |
| -- | -- | ---------------- | -------------------- |
| 31 | TM | Anh              | Coniah Boyce-Clarke  |
| 32 | TĐ | Guiné-Bissau     | Mamadi Camará        |
| 35 | TĐ | Anh              | Kelvin Ehibhatiomhan |
| 36 | TV | Anh              | Claudio Osorio       |
| 37 | TV | Cộng hòa Ireland | Kian Leavy           |

| Số | VT | Quốc gia | Cầu thủ                 |
| -- | -- | -------- | ----------------------- |
| 42 | TV | Anh      | Lynford Sackey          |
| 43 | HV | Anh      | Nelson Abbey            |
| 44 | HV | Anh      | Imari Samuels           |
| —  | TM | Anh      | Harvey Collins          |
| —  | TV | Anh      | Malachi Talent-Aryeetey |

### Cho mượn
Ghi chú: Quốc kỳ chỉ đội tuyển quốc gia được xác định rõ trong điều lệ tư cách FIFA. Các cầu thủ có thể giữ hơn một quốc tịch ngoài FIFA.
| Số | VT | Quốc gia | Cầu thủ                                                                |
| -- | -- | -------- | ---------------------------------------------------------------------- |
| 12 | TĐ | Scotland | Marc McNulty (tại Dundee United đến hết mùa giải)                      |
| 34 | HV | Anh      | Jeriel Dorsett (tại Rochdale đến hết mùa giải)                         |
| 39 | TĐ | Anh      | Nahum Melvin-Lambert (tại St Patrick's Athletic đến tháng 11 năm 2021) |

| Số | VT | Quốc gia | Cầu thủ                                               |
| -- | -- | -------- | ----------------------------------------------------- |
| 40 | TM | Anh      | James Holden (tại Maidenhead United đến hết mùa giải) |
| 46 | HV | Bỉ       | Jack Senga-Ngoyi (tại Maidenhead United)              |
| —  | TM | Iceland  | Jökull Andrésson (tại Morecambe đến hết mùa giải)     |

### Cầu thủ xuất sắc nhất mùa giải
| Mùa giải | Cầu thủ          |
| -------- | ---------------- |
| 1963/64  | Colin Meldrum    |
| 1964/65  | Colin Meldrum    |
| 1965/66  | Jimmy Wheeler    |
| 1966/67  | George Harris    |
| 1967/68  | Mike Dixon       |
| 1968/69  | Peter Silvester  |
| 1969/70  | Steve Death      |
| 1970/71  | Gordon Cumming   |
| 1972/73  | Steve Death      |
| 1973/74  | Steve Death      |
| 1974/75  | Robin Friday     |
| 1975/76  | Robin Friday     |
| 1976/77  | Steve Death      |
| 1977/78  | Richie Bowman    |
| 1978/79  | Richie Bowman    |
| 1979/80  | Mark White       |
| 1980/81  | Steve Hetzke     |
| 1981/82  | Jerry Williams   |
| 1982/83  | Steve Richardson |
| 1983/84  | Steve Richardson |
| 1984/85  | Steve Wood       |
| 1985/86  | Steve Wood       |
| 1986/87  | Kevin Bremner    |
| 1987/88  | Steve Francis    |
| 1988/89  | Trevor Senior    |
| 1989/90  | Martin Hicks     |
| 1990/91  | Keith McPherson  |
| 1991/92  | Mick Gooding     |
| 1992/93  | Mick Gooding     |
| 1993/94  | Dylan Kerr       |
| 1994/95  | Shaka Hislop     |
| 1995/96  | Mick Gooding     |
| 1996/97  | Trevor Morley    |
| 1997/98  | Phil Parkinson   |
| 1998/99  | Phil Parkinson   |
| 1999/00  | Darren Caskey    |
| 2000/01  | Martin Butler    |
| 2001/02  | Graeme Murty     |
| 2002/03  | James Harper     |
| 2003/04  | Graeme Murty     |
| 2004/05  | Dave Kitson      |
| 2005/06  | Kevin Doyle      |
| 2006/07  | Ivar Ingimarsson |
| 2007/08  | Stephen Hunt     |
| 2008/09  | Chris Armstrong  |
| 2009/10  | Gylfi Sigurdsson |
| 2010/11  | Shane Long       |
| 2011/12  | Alex Pearce      |

## Các huấn luyện viên trong lịch sử
Các huấn luyện viên chữ nghiêng là những người kiêm nhiệm vụ chăm sóc và chữ đậm là người đang dẫn dắt.
| Tên                                                   | Từ                   | Tới                  | Nhiệm kỳ        |
| ----------------------------------------------------- | -------------------- | -------------------- | --------------- |
| Brian McDermott                                       | 16 tháng 12 năm 2009 | Nay                  | 15 năm, 97 ngày |
| Brendan Rodgers                                       | 4 tháng 6 năm 2009   | 16 tháng 12 năm 2009 | 195 ngày        |
| Steve Coppell                                         | 9 tháng 10 năm 2003  | 12 tháng 5 năm 2009  | 5 năm, 215 ngày |
| Kevin Dillon                                          | 10 tháng 9 năm 2003  | 9 tháng 10 năm 2003  | 29 ngày         |
| Alan Pardew                                           | 16 tháng 9 năm 1999  | 9 tháng 9 năm 2003   | 3 năm, 358 ngày |
| Tommy Burns                                           | 25 tháng 3 năm 1998  | 16 tháng 9 năm 1999  | 1 năm, 175 ngày |
| Alan Pardew                                           | 18 tháng 3 năm 1998  | 25 tháng 3 năm 1998  | 7 ngày          |
| Terry Bullivant                                       | 30 tháng 6 năm 1997  | 18 tháng 3 năm 1998  | 261 ngày        |
| Jimmy Quinn Mick Gooding                              | 5 tháng 1 năm 1995   | 9 tháng 5 năm 1997   | 2 năm, 124 ngày |
| Jimmy Quinn Mick Gooding Adrian Williams Jeff Hopkins | 15 tháng 12 năm 1994 | 4 tháng 1 năm 1995   | 20 ngày         |
| Mark McGhee                                           | 10 tháng 5 năm 1991  | 14 tháng 12 năm 1994 | 3 năm, 218 ngày |
| John Haselden                                         | 30 tháng 4 năm 1991  | 10 tháng 5 năm 1991  | 10 ngày         |
| Eddie Niedzwicki                                      | 1 tháng 4 năm 1991   | 30 tháng 4 năm 1991  | 29 ngày         |
| Ian Porterfield                                       | 14 tháng 11 năm 1989 | 1 tháng 4 năm 1991   | 1 năm, 138 ngày |
| Lew Chatterley                                        | 23 tháng 10 năm 1989 | 14 tháng 11 năm 1989 | 19 ngày         |
| Ian Branfoot                                          | 31 tháng 1 năm 1984  | 23 tháng 10 năm 1989 | 5 năm, 265 ngày |
| Maurice Evans                                         | 26 tháng 2 năm 1977  | 31 tháng 1 năm 1984  | 6 năm, 339 ngày |
| Charlie Hurley                                        | 13 tháng 1 năm 1972  | 26 tháng 2 năm 1977  | 5 năm, 44 ngày  |
| Jimmy Wallbanks                                       | 1 tháng 10 năm 1971  | 13 tháng 1 năm 1972  | 104 ngày        |
| Jack Mansell                                          | 1 tháng 4 năm 1969   | 1 tháng 10 năm 1971  | 2 năm, 183 ngày |
| Ray Henderson                                         | 1 tháng 2 năm 1969   | 1 tháng 4 năm 1969   | 59 ngày         |
| Roy Bentley                                           | 1 tháng 1 năm 1963   | 1 tháng 2 năm 1969   | 6 năm, 31 ngày  |
| Harry Johnston                                        | 1 tháng 11 năm 1955  | 1 tháng 2 năm 1963   | 7 năm, 61 ngày  |
| Fred May James Carter                                 | 1 tháng 10 năm 1955  | 1 tháng 11 năm 1955  | 31 ngày         |
| Jack Smith                                            | 1 tháng 6 năm 1952   | 1 tháng 10 năm 1955  | 3 năm, 122 ngày |
| Ted Drake                                             | 1 tháng 6 năm 1947   | 1 tháng 6 năm 1952   | 5 năm, 0 ngày   |
| Joe Edelston                                          | 13 tháng 4 năm 1939  | 1 tháng 6 năm 1947   | 8 năm, 49 ngày  |
| Johnny Cochrane                                       | 1 tháng 3 năm 1939   | 13 tháng 4 năm 1939  | 43 ngày         |
| Billy Butler                                          | 1 tháng 8 năm 1935   | 1 tháng 3 năm 1939   | 3 năm, 212 ngày |
| Joe Smith                                             | 1 tháng 6 năm 1931   | 1 tháng 8 năm 1935   | 4 năm, 61 ngày  |
| Angus Wylie                                           | 1 tháng 7 năm 1926   | 1 tháng 6 năm 1931   | 4 năm, 335 ngày |
| Harold Bray                                           | 1 tháng 10 năm 1925  | 1 tháng 6 năm 1926   | 243 ngày        |
| Arthur Chadwick                                       | 1 tháng 2 năm 1923   | 1 tháng 10 năm 1925  | 2 năm, 273 ngày |
| Ban huấn luyện                                        | 11 tháng 5 năm 1922  | 1 tháng 2 năm 1923   | 245 ngày        |
| Jack Smith                                            | 23 tháng 12 năm 1920 | 11 tháng 5 năm 1922  | 1 năm, 139 ngày |
| Harry Marshall                                        | 23 tháng 2 năm 1920  | 23 tháng 12 năm 1920 | 304 ngày        |

## Ban lãnh đạo
Hội đồng quản trị & Nhân viên đội hình chính
- Giám đốc điều hành - Nigel Howe
- Giám đốc thương mại - Pat Coyne
- Thư ký câu lạc bộ - Sue Hewitt
- Kiểm soát tài chính - Bryan Stabler
- Hội đồng quản trị - Sir John Madejski (Chủ tịch) & Ian Wood-Smith (Giám đốc không điều hành)

Đội ngũ quản lý
- Huấn luyện viên trưởng - Brian McDermott
- Trợ lý Giám đốc - Nigel Gibbs
- Huấn luyện viên thủ môn - Sal Bibbo
- Huấn luyện viên - Nigel Gibbs
- Giám đốc bóng đá - Nick Hammond
- Tư vấn bóng đá - Vacant
- Trưởng trinh sát tìm kiếm tài năng trẻ - Steve Shorey
- Huấn luyện viên đội dự bị/học viện - Eamonn Dolan
- Trợ lý huấn luyện viên đội dự bị/học viện - Michael Wallace
- Trưởng nhân viên vật lý trị liệu - Luke Anthony
- Trợ lý vật lý trị liệu - Dan Buchanan
- Sinh lý học bóng đá - Karl Halabi
- Người dọn dẹp - Selby Armstrong

## Danh hiệu
- EFL Championship: 2

2005-06, 2011-12, về nhì 1994-95
- EFL League One: 3

1925-26, 1985-86, 1993-94, về nhì 1931-32, 1934-35, 1948-49, 1951-52, 2001-02
- EFL League Two: 1

1978-79
- Full Members' Cup: 1

1988
- London War Cup: 1

1940-41
- Football League Third Division South Cup: 1

1937-38
- Cúp FA:

Bán kết 1927
- Cúp Liên đoàn bóng đá Anh:

Tứ kết 1995-96, 1997-98
- Vị trí cao nhất trong giải đấu:

Giải bóng đá Ngoại hạng Anh 2006-07, vị trí thứ 8